# Distretto di Jesús (Cajamarca)
Il distretto di Jesús è uno dei dodici distretti  della provincia di Cajamarca, in Perù. Si trova nella regione di Cajamarca e si estende su una superficie di 267,78 chilometri quadrati.

Ha per capitale la città di Jesús e contava 14.075 abitanti al censimento 2005.